# Souk Tlata
Souk Tlata (în arabă سوق الثلاثاء) este o comună din provincia Tlemcen, Algeria.
Populația comunei este de 2.756 de locuitori (2008).